# Прикордонное (Одесская область)
Прикордонное (укр. Прикордо́нне, до 2024 года — Малоярославец Первый) — село в составе Тарутинской территориальной общины Болградского района Одесской области Украины.

## История
Село Пограничное (укр. Прикордонне, до 19 сентября 2024 года — Малоярославец Первый (укр. Малоярославець Перший, нем. Malojaroslawetz I), также Вюртембер (нем. Württemberg), Виттенберг (нем. Wittenberg)) — было основано в 1814 году 138 семьями из Вюртемберга. Названо было в честь победы русской армии под Малоярославцем в Отечественной войне 1812 года.

Располагалось на левом берегу р. Киргиж-Китай, в 105 км к юго-западу от уездного города Аккерман.
Входило в состав Малоярославецкой волости Аккерманского уезда Бессарабской губернии.
Село было лютеранское, а лютеранский приход находился в с. Тарутино.

Земли имелось 4069 десятин (по состоянию на 1857 год: 67 дворов и 136 безземельных семей).
Основным занятием жителей села было виноградарство, виноделие и садоводство. Жителей по переписи насчитывалось 500 (1827), 618 (1835), 1114 (1859), 1577 (1870), 1689 (1875), 1890 (1886), 1595/1500 немцев (1897), 1419 (1904), 1451 (1939).
19 сентября 2024 года Верховная Рада поддержала переименование села Малоярославец Первый в Пограничное. 26 сентября 2024 года переименование вступило в силу.

## Известные жители
Село Малоярославец Первый является местом рождения депутата Государственной думы Российской империи I созыва от Бессарабской губернии Андрея Андреевича Видмера (1856—1931 гг).